# De papyrus van Caesar
De papyrus van Caesar is het zesendertigste album uit de stripreeks Asterix. Het is geschreven door Jean-Yves Ferri en getekend door Didier Conrad. De vertaling in het Nederlands is van Frits van der Heide.

## Inhoud
Julius Caesar opteert, op aanraden van zijn adviseur Bonus Promoplus, het hoofdstuk weg te laten uit zijn boek Commentaren over de Gallische oorlog over 'dat ene dorpje dat dapper weerstand biedt tegen de Romeinen'. De Numidische kopiisten worden gedwongen alle kopieën te vernietigen, ondanks (stil) protest. Een van hen, Bigdatha, redt een laatste exemplaar en geeft dat even later aan de blonde journalist en persmuskiet Polemix. Op de vlucht voor de Romeinen komt Polemix naar het dorpje van Asterix en Obelix.
In het dorp wordt door Wifix de bomenhoroscoop voorgelezen, maar deze slaat de bomen wat door elkaar, blijkt later. Volgens wat hij voorleest zou Nestorix 'nieuwe veroveringen' tegemoet mogen zien (tot ongenoegen van zijn vrouw); Asterix en Obelix dienen te minderen en conflicten te vermijden. Asterix gelooft het niet, maar Obelix komt hierdoor in zijn goedgelovigheid net in conflict met zichzelf, en besluit daarom maar geen everzwijnen meer te eten en geen gevechten meer aan te gaan. Voor Bellefleur zou het neerkomen dat haar innerlijke leider naar boven komt; ze grijpt dit aan om haar autoriteit als vrouw van de chef grondig te laten gelden, zeker ten aanzien van Heroix zelf.
Polemix loopt Obelix tegen het lijf, die, in een poging zijn honger alsnog te stillen, maar paddenstoelen gaat plukken. De Romeinen van Promoplus, die hem te allen prijze dienen te vangen, slaan bij het zien van Obelix op de vlucht. Obelix neemt Polémix (en zijn duiven, die hij als voedsel interpreteert) mee naar het dorp, waar hij de kopie van de papyrus, met het bewuste hoofdstuk, presenteert. De dorpelingen vinden het een goed geschreven hoofdstuk, rijk aan mooie momenten.Bellefleur geeft Heroix voor zijn apathisme flink verbaal op zijn nummer, om hem tot actie te bewegen en te vermijden dat hij voor zijn daden en leiderschap (en dus Bellefleur voor het hare) nooit herdacht zal worden. Bij de Galliërs geldt echter het gesproken woord, niet het geschrevene: om te voorkomen dat de kennis alsnog verloren gaat, moeten Panoramix, Asterix en Obelix de papyrus naar het Carnutenwoud brengen, de verblijfplaats van aartsdruïde Archeopterix, opleider van Panoramix en bewaker van alle kennis.
Terwijl Panoramix, Asterix en Obelix op reis zijn blijft het dorp kwetsbaar achter, zeker omdat Bellefleur het gezag van Heroix voortdurend zit te ondermijnen. Promoplus reist ondertussen zelf af teneinde de situatie te beslechten, en door miscommunicaties met de postduiven denkt deze dat de papyrus nog in het dorp is. Hij laat uitschijnen dat Caesar in eigen persoon naar Gallië is gekomen om met Polemix over de zaak te spreken in exclusiviteit. Polemix wordt door de Romeinen gevangengenomen en gegijzeld. Kakofonix roept via de loeiofoon Panoramix, Asterix en Obelix terug, daarbij gebruik makend van een geheim communicatienetwerk die de oproep van de loeiofoon over neemt. Gezien de afstand neemt Panoramix toevlucht tot een monster van zijn toverdrank welke Archeopterix bewaarde, zoals hij doet met alle eerste brouwsels van de druïden. Deze is zeer sterk gerijpt en bitter in smaak, maar heeft het beoogde effect (met als bonus dat Panoramix geen pijn meer heeft in zijn onderrug).
Na Heroix tot de orde te hebben geroepen en het gebekvecht met Bellefleur de mond te hebben gesnoerd, neemt Panoramix bij uitzondering deel aan de strijd, terwijl ook Obelix weer voluit kan gaan; niet alleen wees Asterix hem er op dat door geen everzwijn meer te eten hij zichzelf in conflict brengt met zichzelf en Nestorix geeft te kennen dat hun respectievelijke horoscopen onbedoeld verwisseld werden. Na bevrijding van Polemix verschijnt Caesar zelf ten tonele. Hij krijgt de papyrus terug, want voor de Galliërs telt immers alleen het gesproken woord, doch aangevuld met de extra papyrusrol van Heroïx, met "aanvullingen en voetnoten" voor zijn eigen werk, tot gejuich van de dorpelingen en een trotse Bellefleur.
Na het traditionele feestbanket, waaraan zelfs Kakofonix mag deelnemen, volgt nog een bijzonder eerbetoon aan de geestelijke vaders van de strip: het blijkt in deze epiloog, dat de Gallische verhalen van Asterix en Obelix tot op heden eveneens mondeling zijn doorgegeven, helemaal tot aan een duo stripauteurs die er een eigen strip uit distilleren: Albert Uderzo en René Goscinny.

## Personages
De namen van de personages zijn, trouw aan de traditie van de stripreeks, vaak woordspelingen en houden ze meestal verband met het thema van het verhaal. In De papyrus van Caesar omvat dit elementen als communicatie, informatie en de bescherming en opslag ervan voor historische belangen. Aldus verwijzend komen onder meer de volgende personages voor:
- Antivirus, Romeins soldaat in kamp Adfundum, bewaker van de duiventil. Zijn naam verwijst naar software om computervirussen af te weren.
- Archeopterix, druïde, opleider van Panoramix en bewaker van alle kennis. zijn naam verwijst naar Archaeopteryx, een schakel tussen vogels en dinosauriërs. In lijn met de verhaallijn klaagt hij overigens dat zijn geheugen al zo vol zit, een maar al te gekend probleem met alle (computer)geheugens op een gegeven moment.
- Bigdatha, Numidische kopiist die een origineel exemplaar van Caesars werk uit het paleis smokkelt. Zijn naam verwijst naar big data.
- Bonus Promoplus, pr-adviseur van Caesar. Zijn naam is een woordspeling op commerciële lokmiddelen, zoals bonussen en promoties, en termen uit de verzekeringswereld.
- Canis, Griekse astroloog van Caesar. Zijn naam is het Latijnse genus voor hond. In het Nederlands is 'kanis' ook een scheldwoord, voor iemand aangezicht of tronie.
- Decubitus, centurio van het Romeinse kamp Adfundum.
- Naturalix, druïde, klasgenoot van Panoramix en bewaker van het Carnutenwoud en via een fluitje communiceert met dieren, en daarbij eekhoorns en vogeltjes als boodschappers gebruikt. Zijn naam verwijst naar 'natuurlijk' als in 'van de natuur afkomstig'.[bron?] Onbedoeld kan het ook verwijzen naar "naturisme", wat gelukkig niet in de strip in deze context voor komt.
- Polemix, nieuwtjesjager, persmuskiet, voorloper van de paparazzi en correspondent van De Lutetiër. Zijn naam refereert aan polemiek.
- Vannotus, Romeins soldaat met behoorlijke ambities, die zowat heel het verhaal door rondloopt, vermomd als blauwe den.
- Wifix, dorpsomroeper, nieuwslezer. Zijn naam verwijst naar wifi.
- Woekerpolis, slaaf van Bonus Promoplus. Zijn naam verwijst naar woekerpolissen.
- Apollosix, de druïde die de horoscoop opstelt in de lokale krant, 'De bode van Condatum'. Apollo 6 was de laatste onbemande testvlucht in het Amerikaanse ruimtevaartprogramma Apollo, alvorens het programma weer mensen naar de sterren zou brengen (en de Maan).
- Sparviero, de adelaar van Promoplus die een boodschap levert in het verhaal. De naam betekent letterlijk 'Eiland van de sperwer', een locatie die zich ongeveer 1,3 km uit de Italiaanse kust bevindt. Het was ook de aanduiding voor een driemotorig propellervliegtuig, gebruikt door de Regia Aeronautica in de Tweede Wereldoorlog.

## Trivia
- De noodprocedure van de Galliërs is gedeeltelijk een parodie op hoe de honden over lange afstanden communiceren in de Walt Disneyklassieker 101 Dalmatiërs, maar ook het vaak herhaalde cliché van boodschappen ogenschijnlijk onschuldig over te brengen onder het oog van de vijand, zoals onder andere, gebeurt in The Great Escape.[bron?] Ook in een vroege aflevering van The Simpsons wordt hier allusie opgemaakt als Maggie de kinderopvang organiseert om hun geliefde fopspenen terug te bekomen.
- De vogeltjes en de eekhoorns in het Carnutenbos 'twieten'. Samen met de vogeltjes vormen ze een parodie op "tweeten" of het plaatsen van berichten op Twitter.
- Archeopterix bewaart monsters van alle brouwsels die de druïden onder zijn hoede hebben geproduceerd toen ze hun opleiding voltooiden. Eentje ervan is een Caledonisch brouwsel op basis van schapenmaag-extract, een knipoog naar het Schotse streekgerecht haggis.
- Wanneer Archeopterix de druïde Panoramix ietwat in verlegenheid brengt door een kwajongensstreek te berde te brengen, beginnen Asterix en Obelix te schaterlachen en zingen ze enkele kinderliedjes, die ook vandaag de dag nog worden gezongen.
- De horoscoop van Apollosix is gebaseerd op bomen. In het Keltische gebruik bepaalde iemands geboortedatum diens spirituele of geboorteboom, in eenzelfde optiek als de moderne horoscoop op basis van sterrenbeelden, of de Chinese, op basis van geboortejaar.[bron?]